# Taille directe
La taille directe (ou taille-douce sèche) est l'ensemble des procédés de taille-douce dans lesquelles le dessin est directement gravé sur la matrice grâce à un outil tranchant. Elle s'oppose à la taille indirecte, ensemble des techniques dans lesquelles les reliefs de la plaque sont obtenus grâce à de l'acide.

## Les différentes techniques
Ces différentes techniques peuvent être utilisées seules ou en combinaison. Il est aussi possible de trouver des estampes qui allient taille directe et taille indirecte.  

### Le burin
Le burin est la plus ancienne technique de taille directe. Elle serait apparue en Europe du Nord vers 1430. Elle consiste à utiliser une pointe en métal de section carré, rectangulaire ou losange pour graver le dessin sur la plaque de cuivre. Il en résulte un trait net et régulier, légèrement amincie à ses extrémités.

### La pointe sèche
La pointe sèche est une technique apparue en Allemagne à la fin du XVe siècle. Il s'agit d'un outil pointu qui sert à érafler le métal. Il en résulte des barbes qui viennent se disposer des deux côtés du sillons, et qui retiennent l'encre. Le trait obtenu est velouté, sans accro au extrémité. Cependant, la fragilité des barbes ne permet pas d'obtenir un nombre de tirage très élevé, puisque celle-ci sont un peu plus écrasées à chaque passage sous la presse. 

### Le pointillé
Le pointillé est apparu durant le XVIe siècle. Grâce à un ciselet, le graveur enfonce une multitude de petits points sur la plaque, et, en jouant sur la densité de ces points, crée le dessin. En résulte donc un dessin qui n'est pas constitué de trait mais de petits points. 

### La manière noire
La manière noire (ou gravure noire, mezzotinte, ou mezzo-tinto) est une technique dont l'invention est attribuée au graveur allemand Ludwig von Siegen en 1642. Celle-ci consiste à utiliser un outil arrondi et tranchant appelé berceau afin de graver la plaque de façon uniforme et ainsi créer un réseau de petits trous. Puis, à l'aide d'un grattoir ou d'un brunissoir, le graveur vient aplanir les espaces qu'il souhaite préserver de l'encre, et ainsi constituer son dessin. Cette technique permet d'obtenir à la fois des noirs profonds mais aussi une grande diversité de nuance de gris.